# 아르망 로리엔테
아르망 로리엔테(프랑스어: Armand Laurienté, 1998년 12월 4일 ~ )는 프랑스의 축구 선수이다. 그의 포지션은 공격수로, 현재 이탈리아 세리에 A의 사수올로에서 활약하고 있다.

## 클럽 경력
2018년 7월 23일, 로리엔테는 렌과 첫 프로 계약을 맺었고, 즉시 리그 2의 오를레앙으로 임대되었다. 그는 2018년 7월 27일, 0-2로 패한 랑스와의 리그 경기에서 프로 데뷔전을 치렀다. 로리엔테는 2019년 1월에 렌으로 임대 복귀했다.
2022년 8월 31일, 로리엔테는 이탈리아의 사수올로와 계약했다.

## 국가대표팀 경력
로리엔테는 프랑스 청소년 국가대표이다.

## 사생활
프랑스에서 태어난 로리엔테는 과들루프 혈통이다.